# 高田インターチェンジ (千葉東金道路)
高田インターチェンジ（たかだインターチェンジ）は千葉県千葉市緑区高田町にある千葉東金道路のインターチェンジである。
2025年（令和7年）3月18日より料金所がETC専用になっている。

## 出口

### 左折
- 国道126号

### 右折
- 千葉外房有料道路
- JR誉田駅

## 周辺
- 泉自然公園
- 千葉外房有料道路誉田インターチェンジ

## 隣
E82 千葉東金道路
(2)大宮IC - (3)高田IC - 野呂PA - (4)中野IC